# 957 Камелія
957 Камелія (957 Camelia) — астероїд головного поясу, відкритий 7 вересня 1921 року.
Тіссеранів параметр щодо Юпітера — 3,225.